# لاک‌پشت دریایی تخت‌لاک
لاک‌پشت دریایی تخت‌لاک (نام علمی: Natator depressus) نام یک گونه از تیره باخه‌ایان است. این گونه بوم‌زاد سواحل شنی و آب‌های ساحلی کم‌عمق قارهٔ استرالیا است. نام عمومی این لاک‌پشت از تخت‌تر بودن پشت‌لاک آن نسبت به دیگر لاک‌پشت‌های دریایی گرفته شده‌است.